# Anthony Bernard
Anthony Bernard, nome alla nascita Alan Charles Butler, (Londra, 25 gennaio 1891 – 6 aprile 1963), è stato un direttore d'orchestra, compositore, pianista e organista britannico.

## Biografia

### Primi anni
Alla nascita Anthony Bernard fu registrato come Alan Charles Butler nel distretto di West Ham, poi classificato come Essex, all'inizio del 1891. Sua madre era Rosetta Ann Casselden che aveva sposato Alfred Charles Butler, un mercante di carbone (figlio di Henry Butler, anche lui commerciante di carbone) quattro anni prima, il 21 settembre 1887. Alan Charles Butler cambiò il suo nome con un atto unilaterale nel 1919 secondo gli Archivi Nazionali.
Ulteriori ricerche familiari hanno scoperto che era un figlio illegittimo del capo della banda edoardiana Thomas Bidgood e Rosetta Casselden. Un altro dei figli di Thomas Bidgood era il capo della dance band Harry Bidgood (noto anche come Primo Scala.) Nel censimento del 1901 Rosetta Casselden non viveva con suo marito e dichiarò se stessa Rosetta Barnard suo figlio di 10 anni, Alan Charles Butler, 'Allan Barnard' nato a 'New York'. Prima di convivere con Thomas Bidgood, ebbe altri tre figli (1893 - Thomas George morto nell'infanzia, 1896 - Thomas Walter e 1898 - Henry James), tutti registrati come "Barnard" (Harry Bidgood era Henry James Barnard). Thomas Walter era registrato come Butler come il nome della madre, gli altri due ebbero nome Casselden. Quando Thomas Bidgood aveva lasciato la moglie e il figlio Albert Thomas e Si era stabilito a casa con Rosetta Casselden/Butler, Alan Charles Butler era andato via e i restanti tre figli adottarono il cognome Bidgood. Un quarto era nato nel 1914 e fu chiamato Warwick Bidgood. Non è e non era un requisito della legge inglese registrare un cambio di nome. Il cambio di nome unilaterale è facoltativo.
Il cognome adottato di Anthony Bernard sarebbe quindi potuto derivare dall'uso di Barnard da parte di sua madre.
Anthony Bernard studiò con Joseph Holbrooke, John Ireland, Leonard Borwick e Sir Granville Bantock. Fu nominato organista a St. Augustine's, Ramsgate nel 1910. Lavorò in altre chiese e divenne anche noto come accompagnatore di cantanti, come Muriel Foster, che lo mantenne per il resto della sua carriera, e John Coates.

### Carriera
Nel 1921 era una degli invitati ad un pranzo organizzato da Sir Edward Elgar, gli altri invitati erano Arthur Bliss, Eugene Goossens, John Ireland, Adrian Boult e W. H. "Billy" Reed, primo violino della London Symphony Orchestra. Lo scopo dell'incontro era la proposta di Elgar che Bliss, Goossens e Herbert Howells scrivessero ciascuno un pezzo nuovo per il Festival dei Tre Cori del 1922, che si sarebbe tenuto a Gloucester. Il contributo di Bliss fu la sua A Colour Symphony. Goossens scrisse Silence for chorus and orchestra. Howells scrisse Sine Nomine per un coro senza parole (che non fu eseguito per la seconda volta se non per il suo centenario nel 1992). Il contributo di Elgar fu la sua orchestrazione della Fantasia e Fuga in do minore di Bach, BWV 542.

### London Chamber Orchestra
Quell'anno Anthony Bernard formò la London Chamber Orchestra (LCO) e li guidò in un repertorio non familiare e ben noto ai primi maestri fino ai compositori contemporanei come Frederick Delius. Fondò anche i London Chamber Singers. Dal 1922 al 1926 diresse la Dutch Chamber Orchestra e nel 1926 accompagnò la LCO in una tournée della Spagna. Diresse la British National Opera Company nel 1924 e nel 1925.

### Spettacoli degni di nota
Diresse per la prima volta l'Ottetto di Christian Darnton per flauto, clarinetto, fagotto, cornetta e quartetto d'archi il 26 marzo 1927.
Nel 1927 presentò un festival della musica di Manuel de Falla, in cui il Concerto per clavicembalo ed il Master Peter's Puppet Show furono eseguiti per la prima volta in Inghilterra; la parte solista nel concerto era interpretata da de Falla stesso. Nel 1928 la sua orchestra divenne associata alla New English Musical Society. Nel 1929 Bernard diresse la London Chamber Orchestra nella prima registrazione completa dei Concerti Brandeburghesi di Bach. Non è sicuro che questa registrazione sia stata pubblicata ufficialmente e ora sono noti solo degli estratti.
Anthony Bernard diresse la prima registrazione che fu pubblicata di Sea Drift di Frederick Delius (1929) con il baritono Roy Henderson e la New English Symphony Orchestra e fu elogiato dalla moglie del compositore Jelka per la sua direzione.
Diresse anche il primo concerto di Ralph Vaughan Williams A Christmas Carol Suite il 17 dicembre 1929 a Londra. Lennox Berkeley fu un altro compositore che affidò le prime esecuzioni di alcune delle sue opere ad Anthony Bernard.

### Altre attività
Nel 1930 organizzò un festival di musica italiana dall'XI al XX secolo. Ha eseguito servizi simili per la musica francese e in seguito fu premiato dal governo francese per i suoi servizi. Ha anche diretto opere sia in patria che all'estero e scrisse musica di scena per produzioni di opere di William Shakespeare ed altri, che diresse. Dal 1932 al 1942 fu direttore musicale dello Shakespeare Memorial Theatre di Stratford-upon-Avon. Tra le sue attività c'era anche la direzione di orchestre come la London Symphony Orchestra, la Concert Colonne e altre a Copenaghen, L'Aia, Madrid, Atene e Praga. Più tardi nella vita scrisse una grande quantità di musica di scena per le commedie radiofoniche. Le sue altre composizioni comprendono un preludio per organo, Rorate Coeli (1916), Variations on a Hill Tune, per piano (1920) e canzoni.
Robert Simpson dedicò la sua Sinfonia n. 2 (1956) ad Anthony Bernard, che diresse la prima esecuzione con la LCO.
Bernard morì nel 1963, all'età di 72 anni.

## Bernard ed Elgar
Anthony Bernard ha avuto un ruolo nella storia del Concerto Allegro, op. 46, per pianoforte solo di Edward Elgar. Elgar iniziò a rivedere ed accorciare il pezzo dopo la sua prima esesecuzione di Fanny Davies nel 1901 ed ebbe anche l'idea di trasformarlo in un concerto per pianoforte e orchestra. Queste revisioni non furono mai completate e la versione originale non fu mai pubblicata. Elgar potrebbe aver dato via il manoscritto; in ogni caso, non fu trovato tra le sue carte alla sua morte, e fu considerato perso. Verso il 1942, però, a Bernard fu dato il manoscritto (da chi non è scritto) e gli fu chiesto di arrangiare il pezzo per pianoforte e orchestra. Pensava che funzionasse meglio come un pezzo per pianoforte solista e non lavorò per questo incarico. Il manoscritto era ancora nel suo studio quando fu bombardato durante la seconda guerra mondiale e fu presumibilmente distrutto insieme ad altre sue carte. Dopo la sua morte, tuttavia, la sua vedova trovò il manoscritto. Giunse all'attenzione del pianista John Ogdon e della musicologa Diana McVeigh, che insieme ci lavorarono per estrarre il lavoro originale dalle cancellature, aggiunte e cambiamenti di Elgar, tutti realizzati dopo la prima esibizione di Fanny Davies. Ogdon diede la prima esecuzione moderna del lavoro nel 1969.

## Registrazioni
Le sue registrazioni sono numerose, comprendono:
- Piano Concerto di Francis Poulenc con il compositore come solista[13]
- Il Doppio concerto per violino di Bach con Yehudi Menuhin e Gioconda de Vito
- Il Concerto per violino in la minore (Bach) di Bach con Tibor Varga
- Hans Hotter che canta Bach con la Philharmonia Orchestra[14]
- Lois Marshall interpreta Handel e Haydn con la London Symphony Orchestra[15]
- La Musica sull'acqua ed la Musica per i reali fuochi d'artificio di Händel, ancora con la LSO[16]
- Richard Lewis, Alfred Deller e Norman Walker cantano Purcell[17]
- e accompagnano Teresa Stich-Randall in Händel, Mozart e lieder di Schubert.[18]

## Vita privata
Anthony Bernard è stato sposato due volte, il suo primo matrimonio si è concluso con un divorzio. La figlia maggiore Nicolette Bernard era un'attrice. La più giovane, Christine Bernard, era un redattore, editore, autore e agente.
La cantautrice Elly Jackson è la sua pronipote.